# Onze-Lieve-Vrouw-Bezoekingskerk (Lissewege)

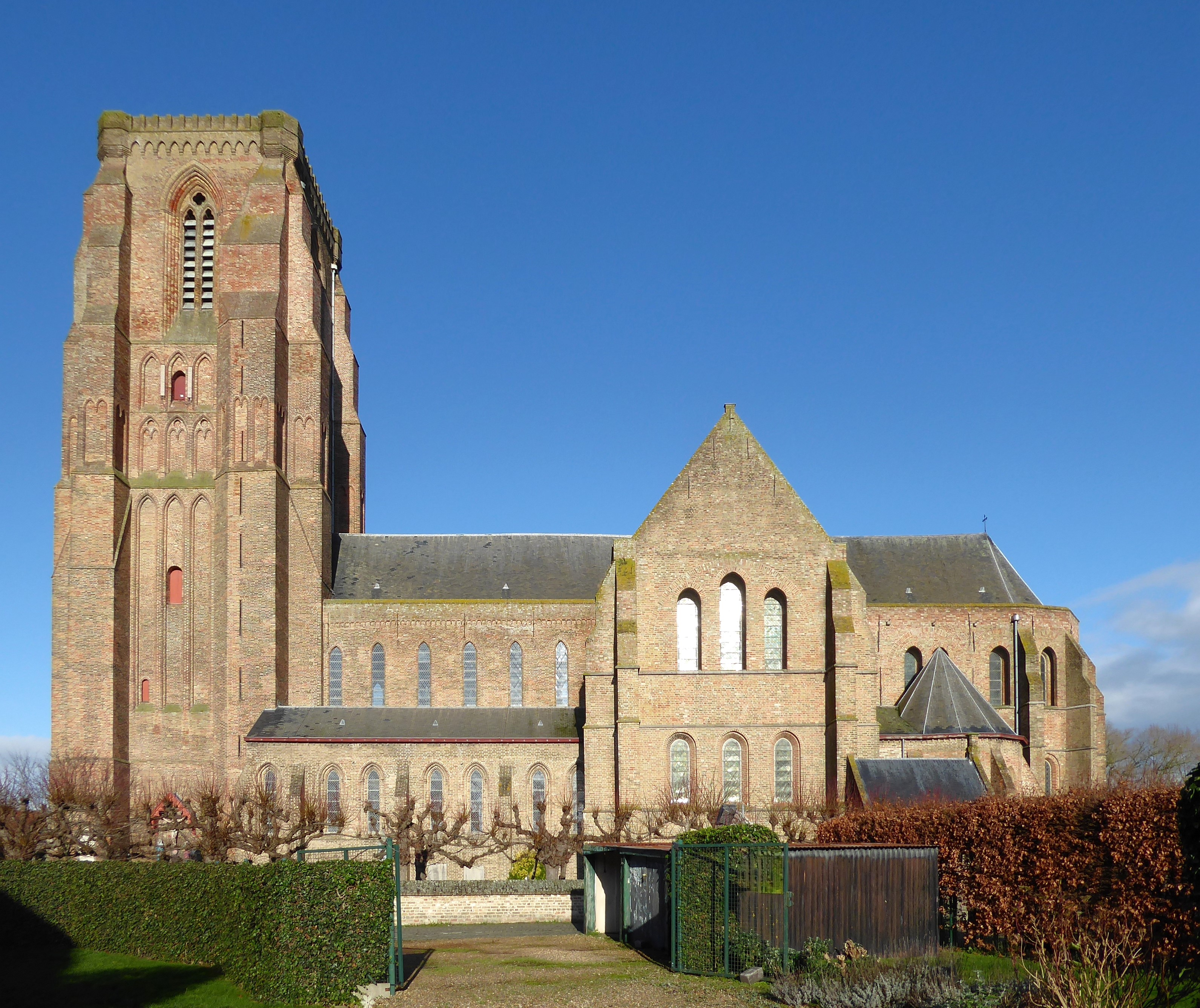
Onze-Lieve-Vrouw-Bezoekingskerk

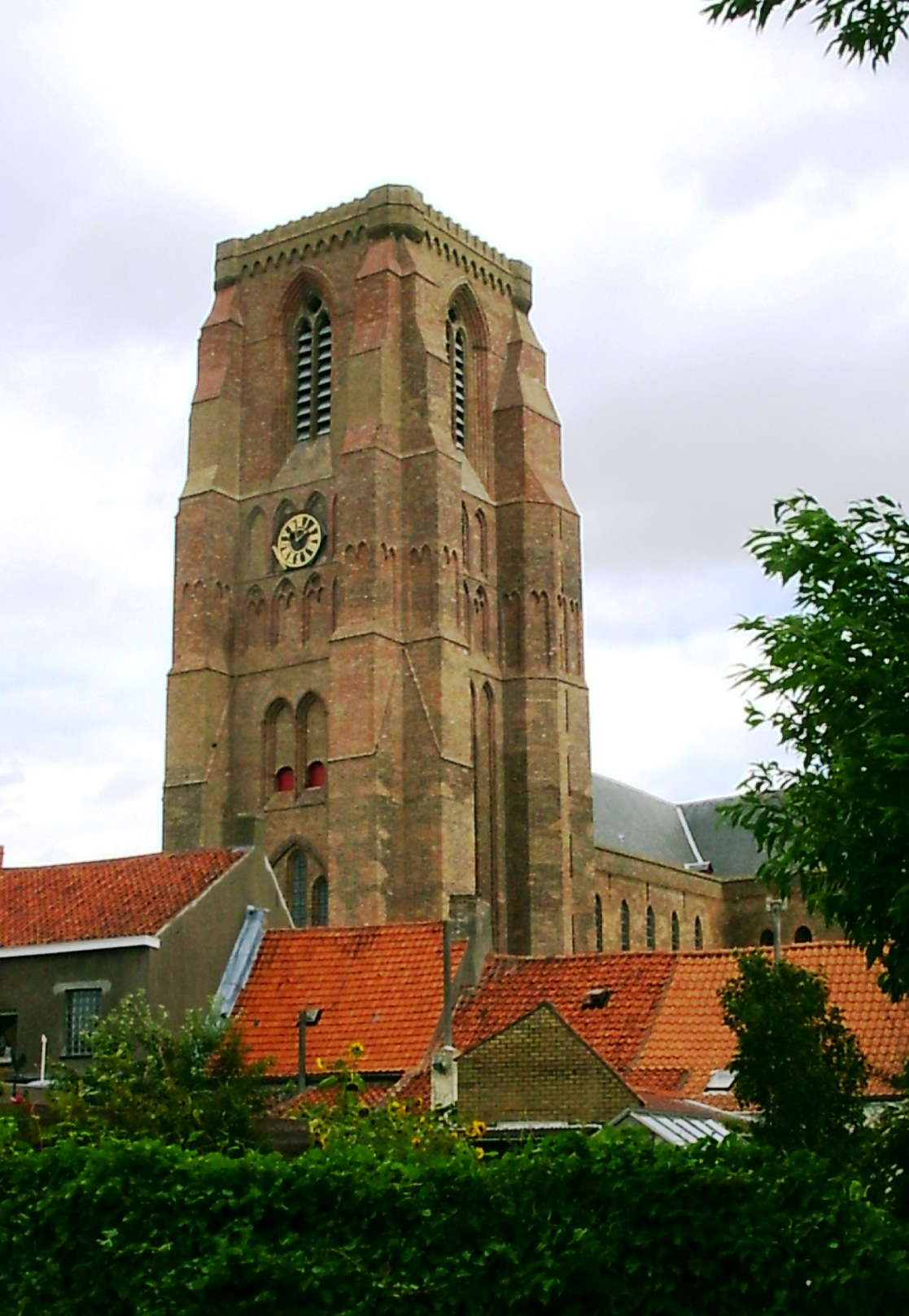
Toren

De Onze-Lieve-Vrouw-Bezoekingskerk is de parochiekerk van het tot de West-Vlaamse gemeente Brugge behorende dorp Lissewege, gelegen aan Onder de Toren.

## Geschiedenis
Reeds vóór 1119 was er sprake van een parochie Lissewege, die ook het gebied van het huidige Knokke, Heist en Zeebrugge omvatte. Het tiendrecht en het patronaatsrecht waren in handen van de Abdij van Sint-Bertinus te Sint-Omaars. Er was in 1119 al sprake van een romaans bouwwerk, waarvan nog natuurstenen aan te treffen zijn in de buitenmuur van het koor van de huidige kerk.
De huidige bakstenen kerk werd gebouwd in het midden van de 13e eeuw in vroeggotische stijl. Het koor, de zijkoren en het transept zijn van het 2e kwart der 13e eeuw, het schip en de toren werden in de 2e helft van de 13e eeuw gerealiseerd.
De kerk is veel groter dan men voor dit dorp zou verwachten, wat wel verklaard wordt door de devotie voor een miraculeus Mariabeeld dat bij de jaarlijkse Ommegang werd rondgedragen door de vissers. Ook was Lissewege een tussenstop voor pelgrims op weg naar Compostella.
In 1586 werd de kerk door de geuzen in brand gestoken en ook het mirakelbeeld ging toen verloren. In 1613 werd het koor hersteld en in 1617 het transept. In 1624 werd een nieuw Mariabeeld in gebruik genomen dat, evenals haar voorgangster, jaarlijks werd rondgedragen. In 1628 werden de vlakke zolderingen van het schip en de zijbeuken aangebracht en van 1644-1650 werden koor en transept overwelfd door meester-metselaar Gerard Coppet. Walram Romboudt, de lokale meester-meubelmaker, vervaardigde in 1652 het doksaal, de orgelkast en de preekstoel. In 1672 kreeg ook de toren een gewelf.
Vanaf 1862 werd een restauratie uitgevoerd onder leiding van Pierre Buyck. Het bovenste deel van de toren werd herbouwd en er werden resten van 13e-eeuwse fresco's aangetroffen in het transept. Tussen 1890 en 1912 volgde een nieuwe restauratie, waarbij al het pleisterwerk werd verwijderd. De resten van de fresco's gingen daarbij verloren.
Ook in latere jaren werden diverse restauratiewerkzaamheden uitgevoerd.

## Gebouw
Het betreft een driebeukige bakstenen basilicale kruiskerk met voorgebouwde zware vierkante westtoren zonder spits en voorzien van zware haakse steunberen uit de 2e helft van de 13e eeuw. Een traptoren is verwerkt in de zuidelijke steunbeer. Het koor en één der zijkoren hebben een zevenzijdige koorafsluiting, het andere zijkoor heeft een driezijdige koorafsluiting.

## Galerij

Interieur
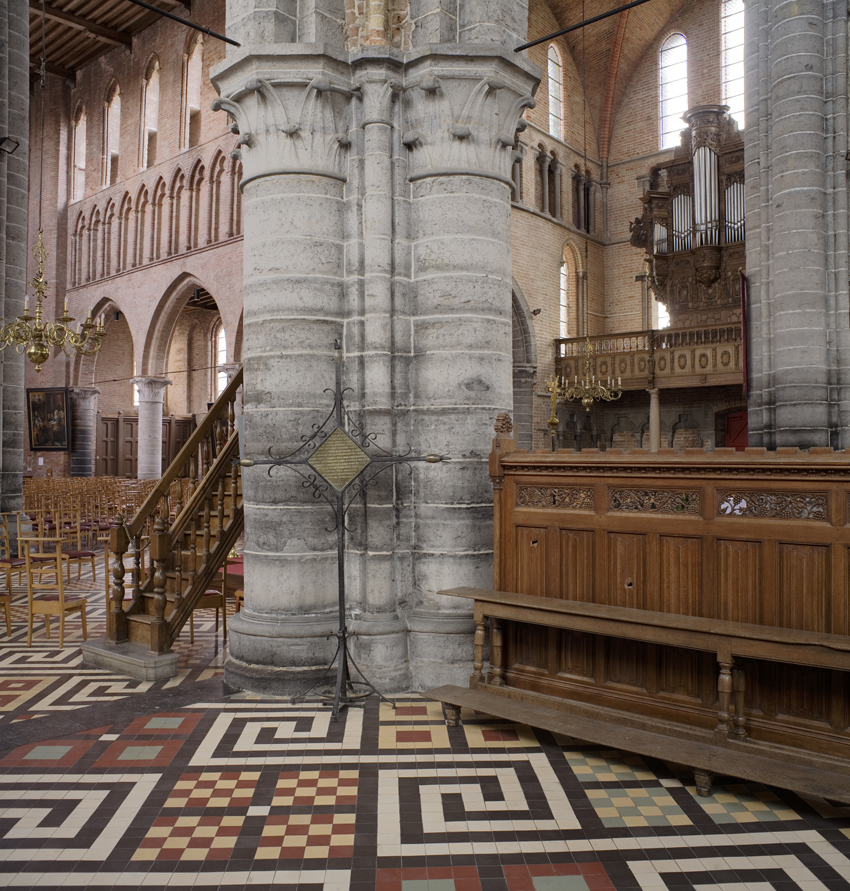
Doorzicht
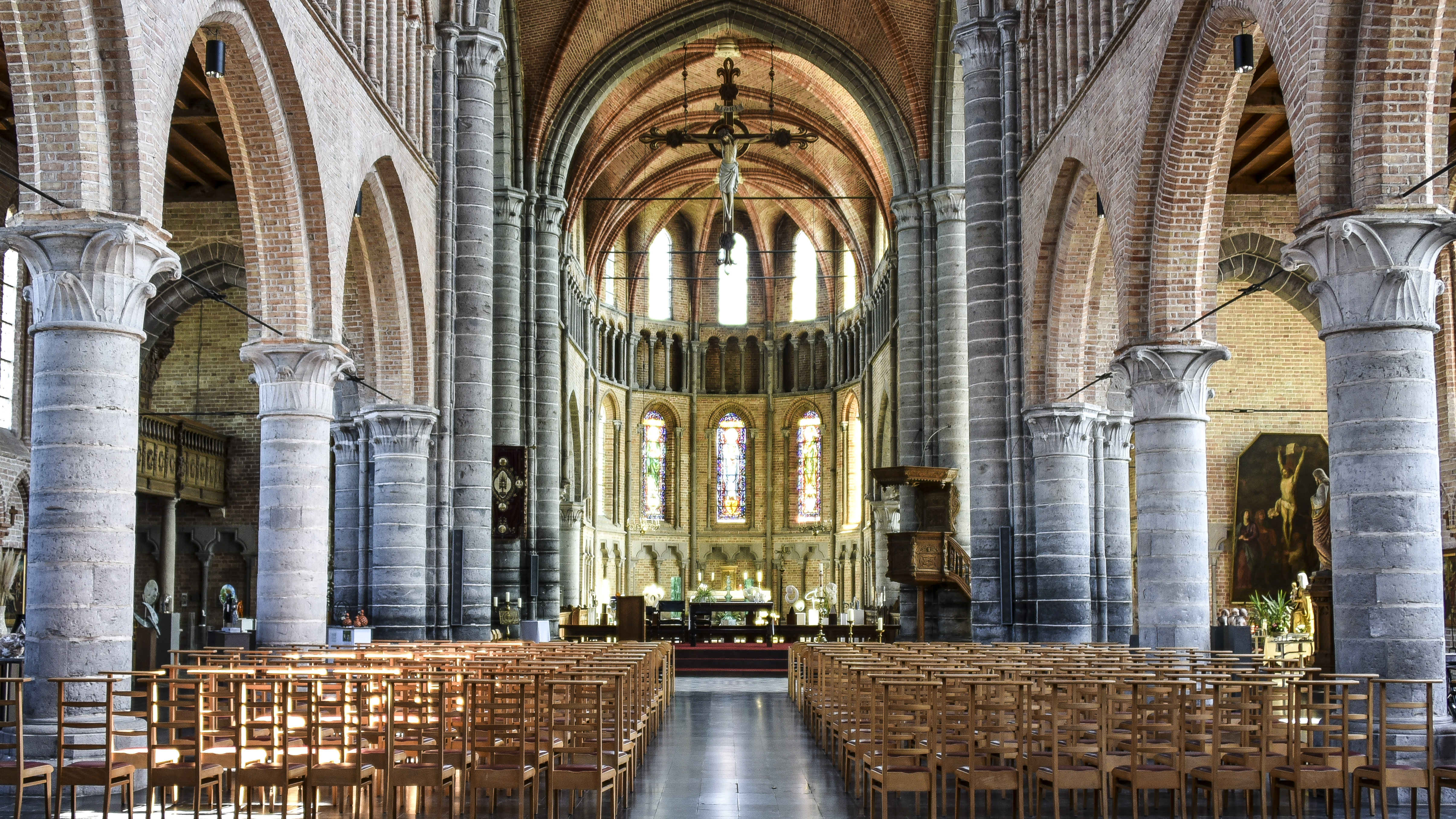
Middenschip
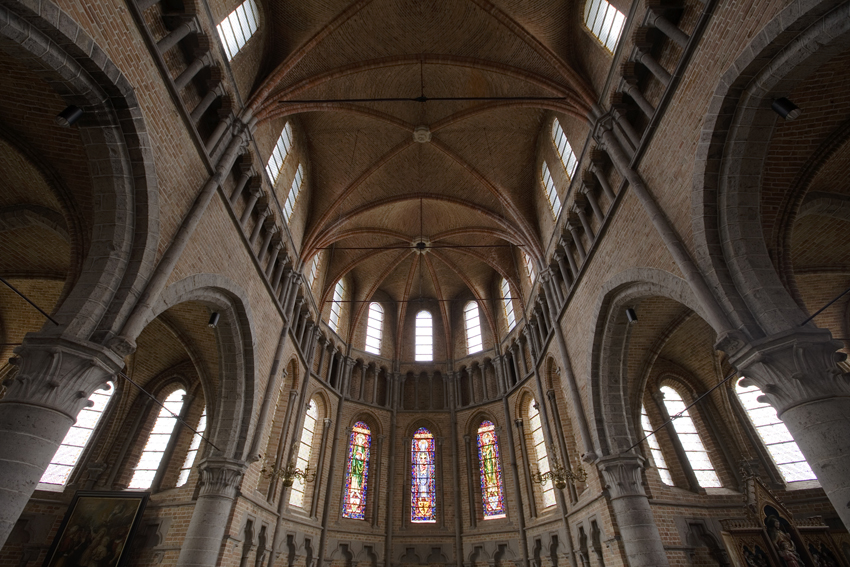
Gewelven
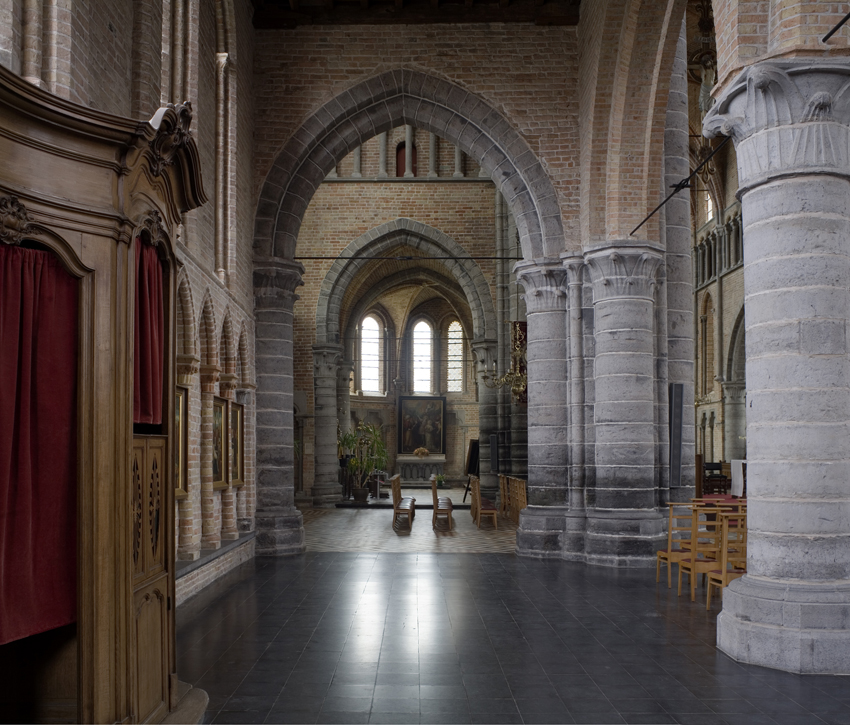
Kooromgang
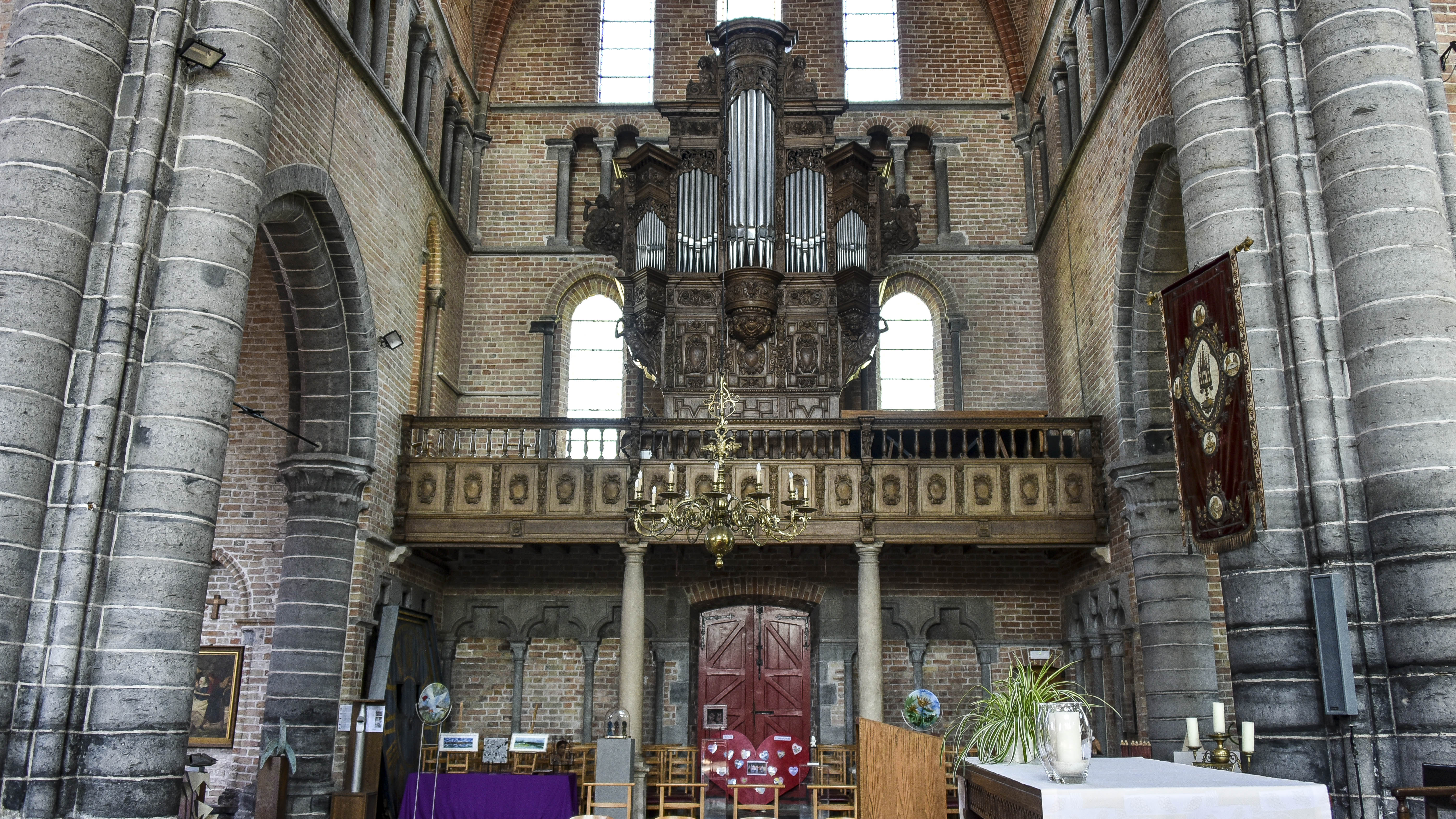
Kerkorgel

## Interieur
Het orgelmechaniek is van 1808 en werd vervaardigd door Karel Van Peteghem. Veel van de aankleding van de kerk, daterend uit de 17e eeuw, werd in de 19e eeuw verwijderd. Wel zijn het doksaal, de orgelkast en de preekstoel van Walram Romboudt nog aanwezig. J. van Quailly vervaardigde twee biechtstoelen in rococostijl.
De kerk bezit enkele schilderijen, zoals een Visitatie door Jacob I van Oost (1652), De verering van Sint-Jacob van Compostella door Jan Maes (1665) en Christus aan het kruis door Marc Van Duvenede (1713). De glas-in-loodramen zijn van 1949.

## Galerij

Kunstwerken en preekstoel
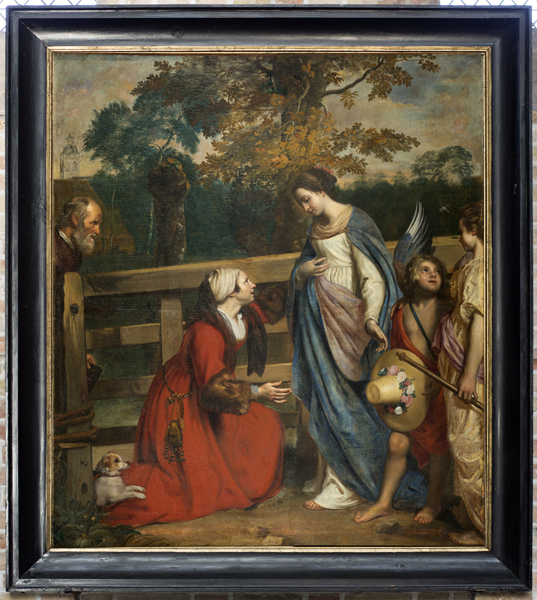
Visitatie (Jacob van Oost)
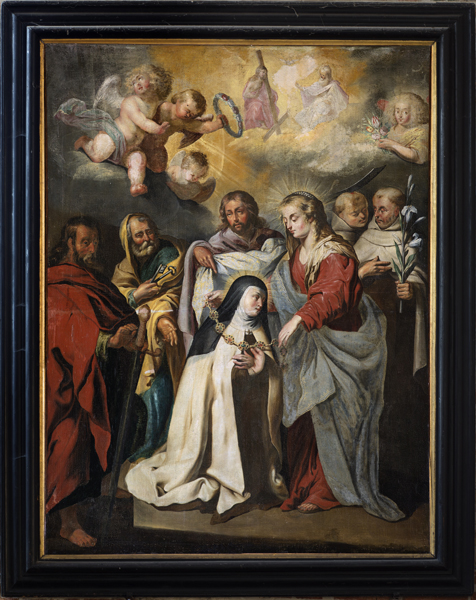
Theresia van Avila
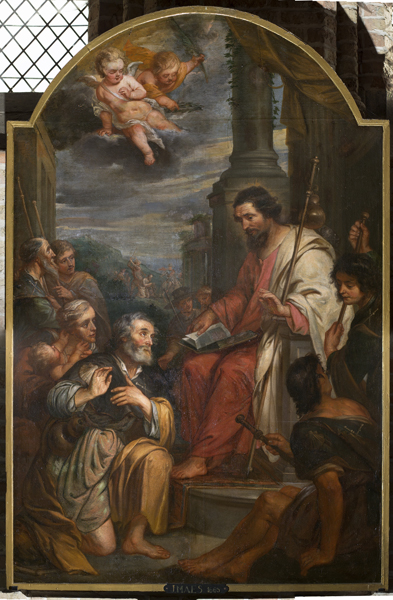
De verering van Sint-Jacob
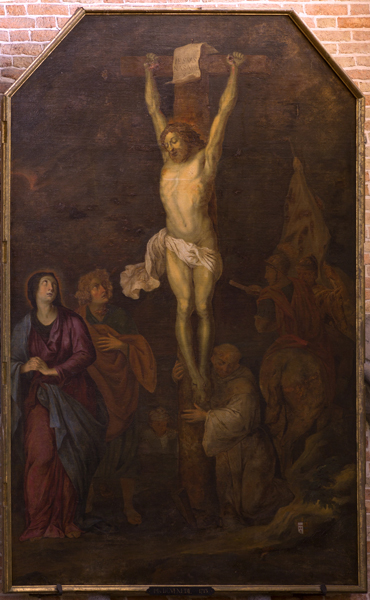
Christus aan het kruis (Marc van Duvenede)
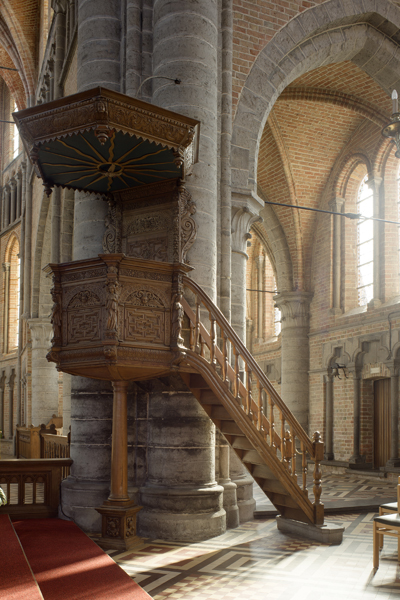
Preekstoel